# .ag
.ag je internetová národní doména nejvyššího řádu pro stát Antigua a Barbuda.

## Registrace domén druhého a třetího řádu
Registrace druhého řádu mohou být provedeny přímo pod .ag , nebo přes třetí level .com.ag, .org.ag, .net.ag nebo .co.ag. Nejsou zde žádná omezení ohledně toho, kdo může registrovat doménu.

## Použití
Aktiengesellschaft, zkráceně AG, je německý výraz, který poukazuje na společnost, jenž je limitována akciemi vlastněnými akcionáři a s akciemi firmy se může obchodovat na akciovém trhu. Termín se používá v Německu, Rakousku a Švýcarsku.
V dodatku k původnímu určenému použití jako kód státu a sekundárnímu použití pro označení firem v německy hovořících zemích je nabízena k použití pro zemědělsky zaměřené weby (agriculture - zemědělství), a pro sítě, které odkazují na atomový symbol stříbra Ag. Potenciálně může být také zneužita pro ostatní doménové hacky pro anglická slova, která končí na -ag. The Heritage Foundation používá .ag pro zkracování URL (herit.ag).